# بير هالبيرج
بير هالبيرج (بالسويدية: Per Hallberg)‏ هو مهندس الصوت سويدي، ولد في 30 ديسمبر 1958 في بورغهولم في السويد.

## وصلات خارجية
- بير هالبيرج على موقع IMDb (الإنجليزية)
- بير هالبيرج على موقع قاعدة بيانات الفيلم (الإنجليزية)